# Шмелёва, Анастасия Александровна
Анастаси́я Алекса́ндровна Шмелёва (род. 16 мая 1985) — российская волейболистка. Чемпионка России (2010), победительница Кубка России (2005).

## Биография
В 1997 году попала в команду девочек 1985 года рождения, которую набирала тренер СДЮШОР № 11 в Зеленограде Лидия Охриц. Окончила спортивную школу в 2003 году.
В пятнадцатилетнем возрасте в 2000 году начала играть в суперлиге за ВК МГФСО, но из-за умалчиваемых причин и проблем со здоровьем ушла из команды. Несколько позже, посоветовавшись с родителями и первым тренером, поехала на сборы со второй командой ВК ЦСКА (Москва), в которой решила остаться. Вместе с этой командой заняла 2-е место в первой лиге и вышла в высшую лигу «Б», став кандидатом в мастера спорта. В 2003 году по приглашению тренера Леонида Зайко перешла играть в первую команду ЦСКА в суперлиге. Долгое время не попадала в стартовую шестёрку и выходила на поле со скамьи запасных.
В 2008 году, после распада ЦСКА, перешла в ВК «Заречье-Одинцово», в составе которого в 2010 году стала чемпионкой России.
В 2011—2013 году играла в ВК «Обнинск», спустившись из суперлиги в высшую лигу «А».
В 2013 году вернулась в суперлигу, подписав однолетний контракт с ВК «Протон» (Балаково).
Мастер спорта России.

## Достижения
- Чемпионка России (2010, в составе ВК «Заречье-Одинцово»)
- Дважды серебряный призёр чемпионата России (2007, в составе ЖВК ЦСКА (Москва); 2009, в составе ВК «Заречье-Одинцово»)
- Победительница Кубка России (2005, в составе ЖВК ЦСКА (Москва))
- Дважды серебряный призёр Кубка России (2006, в составе ЖВК ЦСКА (Москва); 2009, в составе ВК «Заречье-Одинцово»)

### Интервью
- Анастасия Шмелева: В кино после победы // Московский спорт. — 3 мая 2006 года. — № 33 (254).

### Статьи
- Шмелёва подписала однолетний контракт с «Протоном» // Чемпионат.com. — 20 июня 2013 года.